# Martin Birch
Martin Birch, född 27 december 1948 i Woking i Surrey, död 9 augusti 2020, var en brittisk musikproducent som producerat album till band som till exempel Deep Purple, Iron Maiden och Black Sabbath. Martin Birch drog sig tillbaka 1992 efter att han hade producerat Iron Maidens Fear of the Dark.

## Biografi
Birch började i mitten av 1960-talet som sångare och gitarrist i ett bluesband kallat Mother's Ruin. Efter att gruppen fallit samman lyckades han få jobb som inspelningsassistent på Dalaney Studis i Holborn i London. Han lärde sig hur det var att arbeta som tekniker och närmade sig naturligt produktionsbiten av en skiva. Under de sena 1960-talet och början av 1970-talet var det gyllene år för brittisk rockmusik och han producerade några av den tidens mest framgångsrikaste artister, en av de första var Fleetwood Mac. Därefter tog han sig an Deep Purple vilka han spelade in flera album med. Även Wishbone Ash använde sig av Birch som producent på ett antal skivor under denna tid. När sedan Iron Maiden slog sig samman med Birch 1981 hade Deep Purple slutat för länge sedan och Birch hade sysselsatt sig med att producera album för Black Sabbath och Blue Öyster Cult. Iron Maiden hade han vid den tiden läst om men visste inte mycket om. Ritchie Blackmore var den som föreslog att Birch skulle producera Iron Maidens nästa skiva efter att han spelat Iron Maidens första album Iron Maiden för Birch. Strax efteråt blev Birch uppringd av Zomba som skötte Birchs affärer som frågade om han vill producera Iron Maidens nästa album.